# Астара (шагрестан)
Астара (перс. آستارا) — шагрестан в Ірані, в остані Ґілян. За даними перепису 2006 року, його населення становило 79416 осіб, які проживали у складі 20725 сімей.

## Бахші
До складу шагрестану входять такі бахші: 
- Лавандевіл
- Центральний